# 唐仁原教久
唐仁原 教久（とうじんばら のりひさ、1950年8月25日 - 2022年7月6日）は、日本のイラストレーター、アートディレクター。太宰治作品をはじめとする新潮文庫の装丁や、無印良品のポスターなど幅広く手掛けた。

## 人物・経歴
鹿児島県薩摩川内市祁答院出身。祁答院町立大村中学校（現：薩摩川内市立祁答院中学校）で美術教諭だった日本画家・水墨画家の芝龍郎に絵を学ぶ。鹿児島県立宮之城高等学校（現：鹿児島県立薩摩中央高等学校）、大阪芸術大学芸術学部デザイン学科卒業。
1984年デザイン事務所「Happy Birthday Company（有限会社ハッピー・バースディ・カンパニー）」設立。1985年HB Gallery開廊。ハッピー・バースディ・カンパニーは、イラスト・デザイン制作とギャラリー運営、グッズ販売、出版を行う会社であった。またデザイン事務所HBスタジオも主宰。1985に創設したHBギャラリーでは、イラストレーションギャラリーとして多くの展覧会を行ってきた。HBスタジオを横浜市青葉区に移転し2016年10月からイラストレーション・スクール「HB塾」をスタートさせる。
イラストレーターの唐仁原多里は娘。

## 絵本作品
- 『南極のペンギン』高倉健著、集英社、2001年　ISBN 978-4087890075
- 『雪とパイナップル』鎌田實著、集英社、2004年　ISBN 978-4087813074

## 著書
- 『日曜料理倶楽部 プロのおいしい手ほどき』平凡社 1996年　ISBN 978-4582632132
- 『雨のち晴れて、山日和』山と溪谷社 2005年 のち新潮文庫　ISBN 978-4635171670
- 『濹東綺譚』を歩く』白水社、2017年　ISBN 978-4560095805